# Witkinhoningeter
De witkinhoningeter (Melithreptus albogularis) is een zangvogel uit de familie Meliphagidae (honingeters).

## Verspreiding en leefgebied
Deze soort komt voor in Australië en Nieuw-Guinea en telt twee ondersoorten:
- M. a. albogularis: zuidelijk en oostelijk Nieuw-Guinea en noordelijk Australië.
- M. a. inopinatus: oostelijk Australië.

## Status
De grootte van de populatie is niet gekwantificeerd maar de soort wordt omschreven als algemeen in Australië. Op de Rode lijst van de IUCN heeft deze soort de status niet bedreigd.